# Jaime Arrascaita
Jaime Darío Arrascaita Iriondo (Chicaloma, Sud Yungas, 2 de septiembre de 1993) es un futbolista boliviano. Juega como  centrocampista en The Strongest de la Primera División de Bolivia.

## Trayectoria

#### Bolívar
Arrascaita fue reclutado en 2010 por Bolívar para ser parte de sus divisiones inferiores. El año 2011 pasa al equipo de reservas del club, la Pre Profesional de Bolívar, con la que participa en varios campeonatos regionales, nacionales e internacionales como la Dallas Cup 2011 y 2012. Al principio de la temporada 2013-2014 es promovido al primer equipo del club, con el que debutará en primera división el año 2013 con 19 años, bajo la conducción técnica de Miguel Ángel Portugal.

## Selección nacional
Debutó en la selección absoluta de su país pocos meses después de su debut profesional. El 10 de septiembre de 2013 ingresaría en el segundo tiempo y marcaría un gol para el 1-1 final entre Ecuador y Bolivia por las Clasificatorias Sudamericanas Brasil 2014.

## Clubes
| Club              | País    | Año           |
| ----------------- | ------- | ------------- |
| Bolívar           | Bolivia | 2012 - 2017   |
| Sport Boys Warnes | Bolivia | 2017          |
| Bolívar           | Bolivia | 2018          |
| Real Potosí       | Bolivia | 2019          |
| Jorge Wilstermann | Bolivia | 2020          |
| The Strongest     | Bolivia | 2021-presente |

## Palmarés

### Títulos nacionales
| Título           | Club          | País    | Año             |
| ---------------- | ------------- | ------- | --------------- |
| Primera División | Bolívar       | Bolivia | Adecuación 2011 |
| Primera División | Bolívar       | Bolivia | Clausura 2013   |
| Primera División | Bolívar       | Bolivia | Apertura 2014   |
| Primera División | Bolívar       | Bolivia | Clausura 2015   |
| Primera División | Bolívar       | Bolivia | Apertura 2017   |
| Primera División | Bolívar       | Bolivia | Apertura 2019   |
| Primera División | The Strongest | Bolivia | 2023            |